# WWF WrestleFest
WWF WrestleFest es un juego de arcade de lucha libre profesional lanzado por Technōs en 1991, con estrellas de la World Wrestling Federation (WWF). El juego fue distribuido por Technōs en Japón y Norteamérica y por Tecmo en Europa y Australasia. Es la secuela del anterior juego WWF de Technōs, WWF Superstars. En comparación con Superstars, WrestleFest agrega una variedad de luchadores diferentes a la lista, así como gráficos y sonido mejorados. Hay más muestras de voz, incluidos comentarios y presentaciones previas al partido del locutor de ring de WWF, Mike McGuirk. Las cinemáticas con la voz de Gene Okerlund de Superstars también regresaron.[cita requerida]
El 21 de febrero de 2012, THQ lanzó una nueva versión del juego para iOS con luchadores actuales y antiguos, retitulado WWE WrestleFest.

## Jugabilidad
Al igual que su predecesor, WrestleFest simula combates de lucha libre profesional. El juego agrega soporte para hasta cuatro jugadores simultáneos y la capacidad de insertar más crédito en la máquina para comprar energía. Hay dos modos de juego disponibles. En el nuevo modo Royal Rumble, el jugador elige una superestrella y lo lleva a través de una partida de Royal Rumble. En el modo Saturday's Night Main Event, el jugador debe elegir dos luchadores para formar un equipo y llevarlos a través de una serie de combates, incluido un combate por el título con la Legion of Doom . En este modo, los jugadores pueden realizar numerosos movimientos de equipo. Además, después de que un miembro del equipo haya estado en la plataforma durante un cierto período de tiempo, "aumentará su poder", lo que le dará temporalmente la capacidad de ganar todas las luchas e infligir más daño de lo habitual.[cita requerida]
El juego cuenta con diez luchadores seleccionables. Hulk Hogan, The Ultimate Warrior, "Million Dollar Man" Ted DiBiase y Big Boss Man regresan de WWF Superstars. Jake "The Snake" Roberts, Earthquake, Mr. Perfect, Sgt. Slaughter, Demolition Smash y Demolition Crush están disponibles como nuevos personajes, con The Legion of Doom (Hawk y Animal) haciendo una aparición como un equipo de jefes no seleccionable. Cada luchador tiene sus propias maniobras distintivas.

## Recepción
RePlay informó que WWF WrestleFest fue el segundo juego de arcade más popular en ese momento. En Japón, Game Machine incluyó WWF WrestleFest en su edición del 1 de diciembre de 1991 como el tercer arcade más popular en ese momento. Zero le dio al juego un 3 sobre 5, diciendo que si bien los gráficos eran caricaturescos, el juego "todavía logra proyectar la agresión de la vida en el ring". Sinclair User calificó el juego con un 88 sobre 100, mencionando la variedad de personajes del juego y el alto valor de rejugabilidad. Computer and Video Games también le dio al juego una crítica positiva, describiendo la jugabilidad como "muy divertida".

## Títulos sucesivos
THQ lanzó una nueva versión del juego para iOS bajo el título WWE WrestleFest el 21 de febrero de 2012. El remake presentó una lista compuesta por estrellas de la WWE más contemporáneas como The Undertaker, John Cena, Randy Orton y Rey Mysterio, junto con exluchadores como The Rock, Stone Cold Steve Austin, Jake Roberts y Randy Savage. Además del regreso de los modos de juego Saturday's Night Main Event y Royal Rumble, el remake también contó con el combates estándar uno a uno, tag team, jaula de acero y guantelete, junto con el modo multijugador en línea. El juego también incluyó el modo "Road to WrestleMania", donde el jugador pasa por una serie de partidos para intentar ganar varios títulos de la WWE. Se lanzó una serie de paquetes de contenido descargable para el juego, con luchadores y arenas adicionales. También se anunciaron versiones para PlayStation 3, Xbox 360 y Android, pero nunca se lanzaron.
En 2019, el desarrollador Retrosoft Studios adquirió una licencia de Arc System Works, titular de los derechos del juego de arcade original, para doblar su próximo título RetroMania Wrestling como la secuela oficial de Wrestlefest. Al carecer de una licencia de la WWE, el título presenta luchadores de varias promociones independientes de lucha libre, como NWA y House of Hardcore Wrestling. Retrosoft también adquirió los derechos para usar personajes de Mat Mania, un juego de lucha anterior desarrollado por Technōs Japan.